# Encyclopædia Dramatica
Encyclopædia Dramatica es una wiki satírica-chocante en inglés dedicada a la documentación de memes, cultura y eventos de Internet. Con muy pocas reglas y sin mantenimiento del software MediaWiki, es una parodia de la Enciclopedia Británica y de la Wikipedia, sin ningún límite más que el impuesto por los administradores.
En su versión en inglés, trata sin ningún pudor, y sólo con el afán de ofender (trollear), temas controvertidos a un nivel políticamente incorrecto en la sociedad profunda de los países más ricos de habla inglesa, como el racismo, el machismo, el aborto y las discapacidades mentales, además de un compendio de memes de Internet, netspeak, historia de Internet, y otros aspectos de la web. Por esta misma razón Encyclopedia Dramatica ha sido acusada en múltiples ocasiones de promover delitos de odio.

## Historia
Creada por Sherrod Ellen DeGrippo ("Girlvinyl") en 2004 para documentar sucesos de LiveJournal en tono de humor negro, se empezó a deformar la temática de su contenido, lo que llevó a su creadora a dar de baja el sitio el 14 de abril de 2011 para comenzar Oh Internet, una página similar a Know Your Meme y libre del contenido NSFW de Encyclopædia Dramatica, que desapareció a su vez a finales de 2013.
Sin embargo, Encyclopædia Dramatica fue rescatada por el usuario Garrett E. Moore bajo el subdominio .ch, que luego fue trasladado a los subdominios .se y al .es, intercalando por breves periodos de inaccesibilidad de dos a tres días, para finalmente volver al subdominio. Se mantiene un espejo profundo permanente para los casos en los que la wiki se cae.
Según el servicio de Alexa de estadísticas de Internet, ED tuvo más de 22 000 usuarios registrados y más de 5500 artículos (en julio de 2007). El sitio recibe aproximadamente 50 000 - 70 000 "hits" únicos al día.